# Kvindernes internationale kampdag
Kvindernes internationale kampdag eller blot den internationale kvindedag markeres den 8. marts hvert år for at mindes kvinders kulturelle, politiske og socioøkonomiske bedrifter.
I visse lande er det en national helligdag. I Kina markeres dagen ved at kvinder den 8. marts har en halv fridag. Dagen markeres også af FN, der i 1977 vedtog en resolution som anbefaler fejring af en international kvindedag.
I en del lande fejres dagen ved at kvinder får gaver og blomster og lykønskninger.

## Historie
Ideen om Kvindernes internationale kampdag blev fremsat af den tyske politiker og kvindesagsforkæmper Clara Zetkin på et stort kvindemøde arrangeret af Anden Internationale i København i august og september 1910. Dagen skulle bruges som aktionsdag til fordel for kvinders valgret.
På mødet blev der udarbejdet en resolution, hvor der bl.a. stod:
"I forståelse med proletariatets klassebevidste politiske og faglige organisationer i hvert land arrangerer de socialistiske kvinder i alle lande hvert år en kvindedag, som i første række skal bruges som agitation for kvindevalgretten. Kravet må belyses i sin sammenhæng med den socialistiske opfattelse af hele kvindespørgsmålet. Kvindedagen skal have international karakter og må forberedes omhyggeligt."

### Datoen 8. marts
Formodentlig skyldes datoen en eller flere begivenheder:
- Amerikanske tekstilarbejderes strejke i 1857-58. Kvinderne, der deltog i demonstrationen, kæmpede for lige løn.
- Russisk kvindedemonstration d. 8. marts i 1917. Anses af nogle som optakt til den Russiske Revolution.
- Demonstration som socialistiske kvinder afholdt i New York 8. marts 1908, relateret til tekstilarbejderstrejkerne i 1857-58. Demonstrationen blev afholdt dels for kvinders rettigheder, dels som en reaktion mod suffragettebevægelsen, som de socialistiske kvinder opfattede som domineret af bourgeoisiet.
- De første år lå kampdagen på forskellige datoer, fordi den som regel blev lagt en søndag, eftersom arbejdende kvinder skulle have mulighed for at komme. 1914 var der særligt store demonstrationer og der lå kampdagen netop en 8. marts.

Datoen den 8. marts blev endeligt fastlagt på det kommunistiske 3. internationales møde i 1921.

### Efter 1918
Efter splittelsen i arbejderbevægelsen i 1918 blev dagen først og fremmes markeret af kommunistiske kvindeorganisationer i og udenfor Sovjetunionen. Dagen blev officiel fridag for kvinder i Østeuropa i løbet af 1940'erne. 

### Genoptagelse fra 1960'erne
I slutningen af 1960'erne og begyndelsen af 1970'erne, hvor en ny kvindebevægelse opstod i Danmark som i mange andre lande, begyndte 8. marts-traditionen imidlertid at blive gentaget, blandt andet af rødstrømperne med krav om "kvindernes frigørelse" og "kamp mod kvindeundertrykkelse".
Dagen blev i anledning af det internationale kvindeår i 1975 anerkendt af FN som den internationale kvindedag. Den markeres nu over det meste af verden i større og mindre grad af både kvinder og mænd og er officiel fridag i ca. 25 lande. I en del lande omtales kampdagen blot som "den internationale kvindedag" eller blot "Kvindedagen".